# Cantalice
Cantalice település Olaszországban, Lazio régióban, Rieti megyében. Lakosainak száma 2438 fő (2023. január 1.). Cantalice Leonessa, Micigliano, Poggio Bustone és Rieti községekkel határos.

## Népesség
A település népességének változása:
| Lakosok száma | 2713 | 2654 | 2438 |
|               | 2017 | 2018 | 2023 |